# Astripomoea malvacea
Astripomoea malvacea är en vindeväxtart som först beskrevs av Johann Friedrich Klotzsch, och fick sitt nu gällande namn av Adrianus Dirk Jacob Meeuse. Astripomoea malvacea ingår i släktet Astripomoea och familjen vindeväxter.

## Underarter
Arten delas in i följande underarter:
- A. m. involuta
- A. m. volkensii